# Batilly-en-Puisaye
Batilly-en-Puisaye è un comune francese di 121 abitanti situato nel dipartimento del Loiret nella regione del Centro-Valle della Loira.

## Società

### Evoluzione demografica
Abitanti censiti